# 卡斯蒂永迪加尔
卡斯蒂永迪加尔（法語：Castillon-du-Gard，法語發音：[kastijɔ̃ dy ɡaʁ]）是法国加尔省的一个市镇，属于尼姆区。

## 地理
卡斯蒂永迪加尔（43°58'12"N, 4°33'17"E）面积17.38 平方千米，位于法国奧克西塔尼大區加尔省，该省份为法国南部沿海省份，南端濒地中海，北起顺时针与阿尔代什省、沃克吕兹省、罗讷河口省、埃罗省、阿韦龙省和洛泽尔省接壤。
与卡斯蒂永迪加尔接壤的市镇（或旧市镇、城区）包括：拉卡佩勒和马斯莫莱讷、弗洛、勒穆兰、圣伊莱尔多济扬、瓦利吉耶尔、韦尔斯蓬迪加尔。

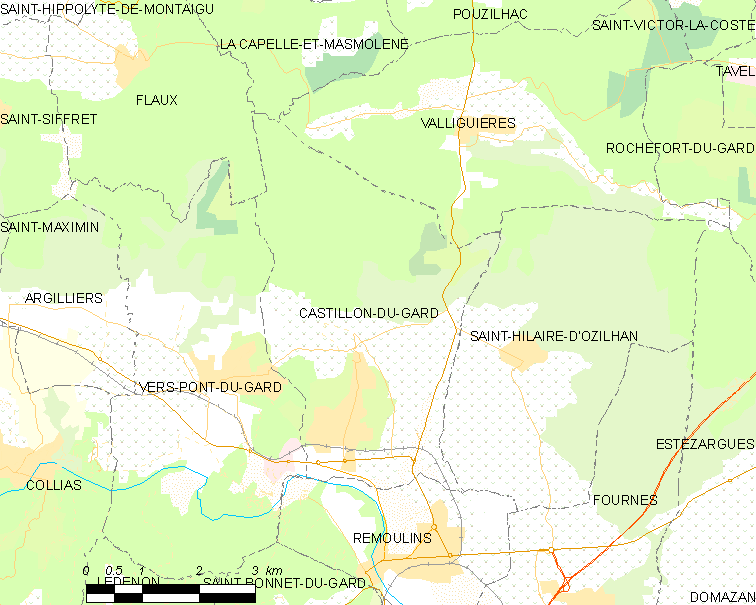
卡斯蒂永迪加尔的OSM定位图

卡斯蒂永迪加尔的时区为UTC+01:00、UTC+02:00（夏令时）。

## 行政
卡斯蒂永迪加尔的邮政编码为30210，INSEE市镇编码为30073。

## 政治
卡斯蒂永迪加尔所属的省级选区为勒代桑县。

## 人口

1962-2008年间卡斯蒂永迪加尔人口变化图示

卡斯蒂永迪加尔于2022年1月1日时的人口数量为1681人。